# Casa Senyorial de Blankenfelde
La Casa Senyorial de Blankenfelde (en letó: Blankenfeldes muiža) és una casa senyorial a la històrica regió de Semigàlia, al Municipi de Jelgava de Letònia. Construït en l'últim quart del segle xvii, va canviar de propietari diverses vegades.

## Història
Els primers documents de datació són de l'any 1689 quan el propietari era Ernst von Medem. La finca va canviar de propietaris diverses vegades va pertànyer a la família von Hahnide des de 1840 fins a 1920. Entre 1804 i 1805 la mansió pertanyia a la casa imperial russa d'Andreas von Königfelsile, quan va visitar la casa el rei francès Lluís XVIII. La complexa estructura data des del segle xvii, que va ser construït l'edifici principal el 1743 al segle xix quan es va realitzar un parc d'estil anglès.